# Parallelia lua
Parallelia lua är en fjärilsart som beskrevs av Embrik Strand 1916. Parallelia lua ingår i släktet Parallelia och familjen nattflyn. Inga underarter finns listade i Catalogue of Life.